# Arotes ustulatus
Arotes ustulatus är en stekelart som beskrevs av Joseph Kriechbaumer 1894. Arotes ustulatus ingår i släktet Arotes och familjen brokparasitsteklar. Inga underarter finns listade.